# Liga de Fútbol de Anguila 2020
La AFA Senior Male League 2020 es la vigésima primera (21) edición de la Liga de Fútbol de Anguila, la primera división de fútbol en Anguila.
La temporada comenzó el 4 de febrero de 2021 con el encuentro entre AFA Development y Diamond FC. No existieron descensos al final de la temporada regular,

## Sistema de disputa
El formato consta de diez equipos que en 9 jornadas juegan una vez contra cada rival. Los primeros 4 lugares clasifican a una ronda de eliminación comenzando desde las semifinales y el ganador es campeón de la liga.

## Tabla general
| Pos. | Equipo           | Pts. | PJ | G | E | P | GF | GC | Dif. | Clasificación               |
| ---- | ---------------- | ---- | -- | - | - | - | -- | -- | ---- | --------------------------- |
| 1    | Roaring Lions    | 25   | 9  | 8 | 1 | 0 | 60 | 0  | +60  | Clasificación a Fase final. |
| 2    | Kicks United     | 24   | 9  | 8 | 0 | 1 | 36 | 6  | +30  | Clasificación a Fase final. |
| 3    | Doc's United FC  | 20   | 9  | 6 | 2 | 1 | 27 | 10 | +17  | Clasificación a Fase final. |
| 4    | Enforcers        | 18   | 9  | 6 | 0 | 3 | 26 | 10 | +16  | Clasificación a Fase final. |
| 5    | Attackers        | 13   | 9  | 4 | 1 | 4 | 14 | 23 | −9   |                             |
| 6    | Lymers           | 9    | 9  | 3 | 0 | 6 | 12 | 27 | −15  |                             |
| 7    | Diamond          | 8    | 9  | 2 | 2 | 5 | 12 | 31 | −19  |                             |
| 8    | Uprising         | 7    | 9  | 2 | 1 | 6 | 7  | 36 | −29  |                             |
| 9    | AFA Development  | 5    | 9  | 1 | 2 | 6 | 7  | 22 | −15  |                             |
| 10   | ALHCS Spartan FC | 1    | 9  | 0 | 1 | 8 | 7  | 43 | −36  |                             |

Actualizado a los partidos jugados el 4 de julio de 2020.
 Fuente: 

## Fase final

### Semifinales

#### Roaring Lions - Enforcers
| 8 de julio de 2020               | Roaring Lions                                                  | 5:2     | Enforcers                 | Centro Raymond Gordon Ernest Guishard, The Valley (Anguila) |  |
| 17:00 (UTC-04:00)                | Smith 21' · Walker 46' · Walker 58' · Benjamin 76' · Smith 89' | Reporte | Isaacs 31' · Isaacs 54+1' |                                                             |  |
| Roaring Lions avanza a la final. |                                                                |         |                           |                                                             |  |

#### Kicks United - Doc's United
| 8 de julio de 2020              | Kicks United | 0:2     | Doc's United             | Centro Raymond Gordon Ernest Guishard, The Valley (Anguila) |  |
| 19:00 (UTC-04:00)               |              | Reporte | Murray 43' · Abraham 81' |                                                             |  |
| Doc's United avanza a la final. |              |         |                          |                                                             |  |

### Tercer puesto

#### Enforcers - Kicks United
| 12 de julio de 2020                                                | Enforcers | 1:1 (1:3) | Kicks United                       | Centro Raymond Gordon Ernest Guishard, The Valley (Anguila) |  |
| 15:00 (UTC-04:00)                                                  | isaacs 9' | Reporte   | Allen 80' · Allen 94' · Allen 101' |                                                             |  |
| Kicks United logra el tercer lugar de la Liga de Fútbol de Anguila |           |           |                                    |                                                             |  |

### Final
| 12 de julio de 2020                                       | Roaring Lions                               | 3:0     | Doc's United | Centro Raymond Gordon Ernest Guishard, The Valley (Anguila) |  |
| 18:00 (UTC-04:00)                                         | Smith 24' · Richardson 42' · Richardson 63' | Reporte |              |                                                             |  |
| Roaring Lions es campeón de la Liga de Fútbol de Anguila. |                                             |         |              |                                                             |  |

## Goleadores
| Pos | Nombre            | Equipo        | Goles |
| --- | ----------------- | ------------- | ----- |
| 1   | Oliver Walker     | Roaring Lions | 18    |
| 2   | Jonathan Guishard | Kicks United  | 15    |
| 3   | Sylvanus James    | Enforcers     | 12    |
| 4   | Kervin Benjamin   | Roaring Lions | 11    |
| 5   | Jermal Richardson | Roaring Lions | 11    |